# Sverre Hansen (friidrottare)
Sverre Hilmar Hansen, född 12 november 1899 i Oslo, död 25 februari 1991 i Oslo, var en norsk friidrottare.
Hansen blev olympisk bronsmedaljör i längdhopp vid sommarspelen 1924 i Paris.